# Hamptons
L'espressione geografica Hamptons si riferisce specificamente alle towns di Southampton e East Hampton che si trovano all'estremità orientale di Long Island, sulla penisola nota come South Fork. Southampton e East Hampton fanno parte della Contea di Suffolk.
Gli Hamptons sono famosi per ospitare le residenze in cui molti benestanti di New York trascorrono le vacanze estive e i fine settimana.

## Hamlet e village
La città di Southampton include, da ovest a est, i seguenti hamlet e village:
- Westhampton
- Westhampton Beach (village)
- West Hampton Dunes
- Quogue
- East Quogue
- Hampton Bays
- Southampton (village)
- North Sea
- Sag Harbor (village, diviso con East Hampton)
- Water Mill
- Bridgehampton
- Sagaponack

La città di East Hampton include, da ovest a est, i seguenti hamlet e village:
- Wainscott
- East Hampton (village)
- Springs
- Sag Harbor (village, diviso con Southampton)
- Amagansett
- Napeague
- Montauk

## Residenti famosi
- Julie Andrews
- Alec Baldwin
- Ellen Barkin
- Christie Brinkley e il marito Peter Cook
- Larry Brown
- Sean Combs
- Katie Couric
- Lady Gaga
- Rudolph Giuliani
- Tommy Hilfiger
- La famiglia Hilton
- Billy Joel
- Jon Bon Jovi
- Calvin Klein
- Ralph Lauren
- Jennifer Lopez
- Madonna
- Peter Matthiessen
- Sarah Jessica Parker
- Anna Wintour
- Ron Perlman
- Itzhak Perlman
- Kelly Ripa
- Roy Scheider
- Jerry Seinfeld
- Russell Simmons
- Kimora Lee Simmons
- Steven Spielberg e la moglie Kate Capshaw
- Howard Stern
- Martha Stewart
- Kurt Vonnegut
- Roger Waters
- Bettina Werner
- Tom Wolfe
- Renée Zellweger
- Robert Downey Jr.

## Gli Hamptons nei media

### Musica
Gli Hamptons vengono citati da Lana Del Rey nel suo singolo National Anthem, estratto dal suo album Born to Die e da Halsey nel suo singolo New Americana, dall'album Badlands.

### Letteratura
- Il grande Gatsby di Francis Scott Fitzgerald
- Gossip Girl di Cecily von Ziegesar
- October di Daniel Silva, Mondadori, 1999 (titolo originale: The Mark of the Assassin)
- Il bersaglio di Daniel Silva, Mondadori, 2000 (titolo originale: The Marching Season)
- Quell'estate senza te di Karen Swan
- La scomparsa di Stephanie Mailer di Joël Dicker, La Nave di Teseo, 2018
- Due cuori in affitto di Felicia Kingsley, Newton Compton, 2019

### Serie televisive
- Royal Pains di Andrew Lenchewski e John P. Rogers
- Gossip Girl con Leighton Meester e Blake Lively
- Revenge di Mike Kelley
- Sex and the City - Meglio giovani o mature?, episodio 17 della seconda stagione
- Scream Queens - Storie di Fantasmi
- Sex and the City - Nuovi e vecchi amori, episodio 8 della quinta stagione
- Castle - Weekend con il morto, episodio 4 della quinta stagione; Morte in video chat, episodio 15 della sesta stagione
- Non fidarti della stronza dell'appartamento 23 - Un weekend negli Hamptons, episodio 7 della seconda stagione
- 2 Broke Girls - E l'automobile dei sogni, episodio 9 della quarta stagione
- The Affair - Una relazione pericolosa
- Girls - Beachouse, episodio 7 della terza stagione
- Seinfeld - The Wizard episodio 15 della nona stagione
- Billions - con Paul Giamatti e Damian Lewis

### Cinema
- Se mi lasci ti cancello di Michel Gondry con Jim Carrey
- Tutte contro lui - The Other Woman di Nick Cassavetes
- Something Borrowed - L'amore non ha regole di Luke Greenfield, basato sul romanzo di Emily Giffin, con Kate Hudson
- Quel momento imbarazzante, con Zac Efron
- White Chicks, film comico del 2004
- Tutto può succedere - Something's Gotta Give, film del 2003 con Jack Nicholson e Diane Keaton
- Non è romantico?- 2019